# 나미비아의 경제
나미비아의 경제는 나미비아의 부를 대부분 생산하는 현대 시장 부문과 전통적인 생계 분야를 가지고 있다. 인구의 대다수가 생계형 농업과 목축업을 하고 있지만, 나미비아에는 20만 명 이상의 숙련 노동자와 잘 훈련된 전문가와 관리직이 있다.

## 개요
나미비아는 1인당 연간 GDP가 5,828달러로 추정되지만 소득 분배와 생활수준이 극도로 불평등하다. 지니 계수가 각각 59.7(CIA)과 74.3(UN)으로 소득불평등 순위 1위다.
독립 이후 나미비아 정부는 나미비아인들이 경제적 주류를 이루도록 상업 발전과 일자리 창출을 촉진하기 위해 고안된 자유 시장 경제 원칙을 추구해왔다. 이러한 목표를 촉진하기 위해 정부는 기부자의 지원과 외국인 투자를 적극적으로 장려하고 있다. 1990년 자유주의 외국인투자법은 국유화에 대한 보장, 자본 및 이익 송금의 자유, 통화 전환성, 분쟁을 공정하게 해결하는 과정을 규정한다. 나미비아는 또한 농경지 개혁에 대한 민감한 문제를 실용적으로 다루고 있다. 그러나 정부는 트란스나미브와 남포스트와 같은 많은 기업을 운영하고 소유하고 있으며, 이들 대부분은 파산 상태를 유지하기 위해 잦은 재정 지원이 필요하다.
나미비아의 정교한 형식 경제는 자본집약적인 산업과 농업에 기반을 두고 있다. 그러나 나미비아의 경제는 광물, 특히 다이아몬드, 가축, 어류를 포함한 몇 가지 주요 부문의 주요 상품 수출에서 창출되는 수입에 크게 의존하고 있다. 게다가 나미비아 경제는 나미비아 수입의 대부분이 남아프리카 공화국에서 유래하기 때문에 남아프리카 공화국의 경제와 통합된 상태를 유지하고 있다.
1993년 나미비아는 관세 무역 일반 협정(GATT) 서명국이 되었고, 1994년 4월 우루과이 라운드 협정의 마라케흐 서명에서 통상산업부 장관이 나미비아를 대표하였다. 나미비아도 국제 통화 기금(IMF)과 세계은행(WB) 회원국으로 유럽 연합(EU)의 로메 협정에 가입했다.

## 지역 통합
나미비아는 국내 시장은 작지만 입지가 좋고 교통 및 통신 기반이 우수하다는 점을 감안할 때 지역 경제 통합의 선두 주자이다. 나미비아는 남아프리카 개발 공동체(SADC) 가입 외에도 현재 남아프리카 공화국, 보츠와나, 레소토, 에스와티니와 함께 남아프리카 관세동맹(SACU)에 속해 있다. SACU 내에서는 회원들 사이에서 생산되고 운송되는 물품에 대한 통관이 없다. 나미비아는 SACU 매출의 순수신국이며, 2012년에는 139억 NAD를 기부할 것으로 추산된다.
나미비아 경제는 남아프리카 공화국과 밀접하게 연결되어 있으며 나미비아 달러는 남아프리카 공화국 랜드에 고정되어 있다. 앞으로 몇 년 안에 몇몇 기업의 민영화는 비록 노동조합의 움직임에 반대하긴 하지만 장기간에 걸친 외국인 투자를 자극할 수도 있다. 지금까지 대부분의 정치인들은 이 문제를 진전시키는 것을 꺼려왔다. 나미비아는 1993년 9월 남아프리카 공화국 랜드와 고정 환율인 나미비아 달러(N$)를 도입했다. 나미비아 달러화에 대한 수용은 전국적으로 광범위하게 이루어졌으며 나미비아는 공통통화지역에 속해 있지만, 현재는 통화정책에서 조금 더 유연성을 누리고 있다. 비록 지금까지 금리는 남아프리카 공화국의 금리에 매우 근접하게 움직였다 하더라도 말이다.
나미비아는 거의 모든 상품을 남아프리카 공화국에서 수입한다. 많은 수출품들이 마찬가지로 남아프리카 공화국 시장, 혹은 그 나라를 경유한다. 나미비아의 수출품은 주로 다이아몬드와 다른 광물, 생선 제품, 소고기 및 고기 제품, 카라쿨 양 가죽, 가벼운 제조품으로 구성되어 있다. 최근 몇 년간 나미비아는 전체 SACU 수출의 약 5%를 차지했으며 수입의 비중은 약간 높았다.
나미비아는 남아프리카 공화국 상품과 서비스에 대한 의존도가 높은 것에서 벗어나 무역 관계를 다각화하려고 노력하고 있다. 유럽은 나미비아의 주요 어류 및 육류 시장이 되었고, 나미비아의 광산 문제는 독일, 영국, 미국, 캐나다로부터 중장비 및 기계류를 구입했다. 나미비아 정부는 미국 주도의 아프리카 성장 및 기회법(AGOA)을 활용하기 위해 노력하고 있다. 단기적으로 나미비아는 AGOA의 결과로 의류 제조업이 성장할 것으로 보인다.

## 부문
나미비아는 수출을 위해 광물의 추출과 가공에 크게 의존하고 있다. 광산에서 나오는 세금과 로열티는 수익의 25%를 차지한다. 수익의 대부분은 다이아몬드 채굴에 의해 창출되는데, 이는 2011년 나미비아의 GDP에 광업이 기여하는 9.5%의 7.2%를 차지한다. 풍부한 충적 다이아몬드 퇴적물이 나미비아를 보석 품질의 다이아몬드의 주요 공급처로 만든다. 나미비아는 대규모 우라늄 수출국이며, 수년간 광산업은 우라늄과 같은 국제 원자재 가격이 하락해 왔으며, 이로 인해 몇몇 우라늄 프로젝트가 포기되었다. 전문가들은 일본과 중국 모두의 핵 활동이 증가하기 때문에 향후 3년 안에 가격이 오를 것으로 예상된다고 말한다. 나미비아의 광산업은 2018년까지 17억 9천만 달러에 이를 것으로 예상된다.

### 광산 및 에너지
다이아몬드 생산량은 2000년 총 150만캐럿(300kg)으로 약 5억 달러의 수출 수익을 올렸다. 다른 중요한 광물 자원은 우라늄, 구리, 납, 아연이다. 금, 은, 주석, 바나듐, 반보석, 탄탈라이트, 인산염, 황, 광산염도 추출한다.
나미비아는 아프리카에서 네 번째로 큰 비연료 광물 수출국이며, 세계 5위의 우라늄 생산국이며, 다량의 납, 아연, 주석, 은, 텅스텐을 생산하고 있다. 나미비아에는 전 세계 광산 생산량의 10%를 공급할 수 있는 우라늄 광산이 두 개 있다. 광산 부문은 인구의 약 3%만 고용하고 인구의 약 절반은 생계를 위해 농업에 의존하고 있다. 나미비아는 보통 곡물 필요량의 약 50%를 수입한다. 가뭄의 해에는 식량 부족이 농촌 지역에서 큰 문제가 된다.
독립 전 기간 동안 석유 탐사를 위해 연안 지역을 포함한 나미비아의 넓은 지역이 임대되었다. 1974년 오렌지강 하구 쿠두 벌판에서 천연가스가 발견됐지만 그 정도는 현재 파악 중이다.

### 농업

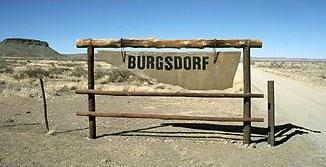
하르다프주에 있는 버그스도르프 농장의 환영 표시이다.

인구의 약 절반이 생계를 위해 농업(주로 생계형 농업)에 의존하고 있지만 나미비아는 여전히 식량 일부를 수입해야 한다. 1인당 국내총생산(GDP)은 아프리카 최빈국 1인당 GDP의 5배 수준이지만 나미비아 국민의 대다수는 농촌에 거주하며 생계를 꾸려가고 있다. 나미비아는 세계에서 소득 불평등 비율이 가장 높은 나라 중 하나로, 부분적으로 도시 경제와 지방 현금 없는 경제가 존재하기 때문이다. 따라서 불평등 수치는 실제 생존을 위해 형식 경제에 의존하지 않는 사람들을 고려한다. 비록 경작지가 나미비아의 1%에 불과하지만, 인구의 거의 절반이 농업에 종사하고 있다.
나미비아의 경작지의 거의 절반을 대부분 백인 상업용 농민 4,000여명이 소유하고 있다.  향후 몇 년 동안 더 많은 기업의 민영화에 대한 합의가 이루어졌으며, 이것이 필요한 외국인 투자를 촉진할 것으로 기대하고 있다. 그러나 환경적으로 파생된 자본에 대한 재투자는 나미비아인의 1인당 소득을 가로막았다. 나미비아에서 가장 빠르게 성장하는 경제 발전 분야 중 하나는 야생동물 보존지의 성장이다. 이러한 보수는 시골의 일반 실업 인구에게 특히 중요하다.
"오항웨나 2호"라고 불리는 대수층이 발견되어 400년 동안 80만 명의 북한 주민들에게 공급할 수 있었다. 전문가들은 나미비아의 지하수가 7720km3에 이르는 것으로 추정하고 있다.
잦은 가뭄과 장기간의 가뭄 그리고 덤불 침식과 같은 요인들로 인해 농업은 점점 압박을 받고 있다. 이로 인해 재래식 농업은 점점 더 많은 토지 소유주들이 지속가능하지 않게 되었고, 많은 토지 소유주들은 그들의 경제활동을 추가 소득원 대안으로 전환하였다. 농장이 게스트팜으로 바뀌는 경우가 많아 해외 및 현지 관광객을 대상으로 한 숙박시설을 제공한다.
최근 몇 년 동안 많은 토지 소유주들이 숯과 땔감 생산을 통해 수입을 다양화하고 상업용 동물 사료로 덤불 기반 동물 사료 생산을 대체하면서 나무 바이오매스의 활용이 주목을 받고 있다. 2019년 바이오매스 활용도가 증가하는 부문에는 10,000명의 근로자가 고용된 것으로 추정되어 고용 측면에서 가장 큰 부문 중 하나가 되었다. 바이오매스 활용은 농촌 지역의 소득 다변화에 상당한 잠재력을 가지고 있으며 기후 변화 복원력을 높이는 역할을 할 수 있다.

#### 어업
나미비아 앞바다의 깨끗하고 차가운 남대서양 해역은 세계에서 가장 부유한 어장의 본거지이며, 연간 150만 톤의 지속가능한 수확량을 가질 수 있다. 상업 어업과 어업 가공은 고용, 수출 수익, GDP 기여도 측면에서 나미비아 경제에서 가장 빠르게 성장하고 있는 분야이다.
나미비아 근해에서 주로 발견되는 종은 청어, 멸치, 대구, 전갱이이다. 또한 바닥, 오징어, 심해 게, 바위 랍스터, 참치의 양이 적지만 상당하다.
독립 당시 어업 보호와 보존이 미흡하고 자원 과잉으로 어획량이 위험할 정도로 저조했다. 나미비아 정부가 적극적인 수산강화운동과 함께 보수적인 자원관리 정책을 추진하면서 독립 이후 이런 흐름이 중단되고 역전된 것으로 보인다. 정부는 대안으로 양식업을 개발하려고 한다.
2019년 11월 12일, 위키리크스는 피시롯 파일이라 불리는 삼헤지 직원들의 수천 개의 문서와 이메일 통신문을 출판했는데, 이 문서들은 ISK가 나미비아의 고위 정치인들과 관리들에게 수억 개의 돈을 지불했다는 것을 보여준다.

### 관광업

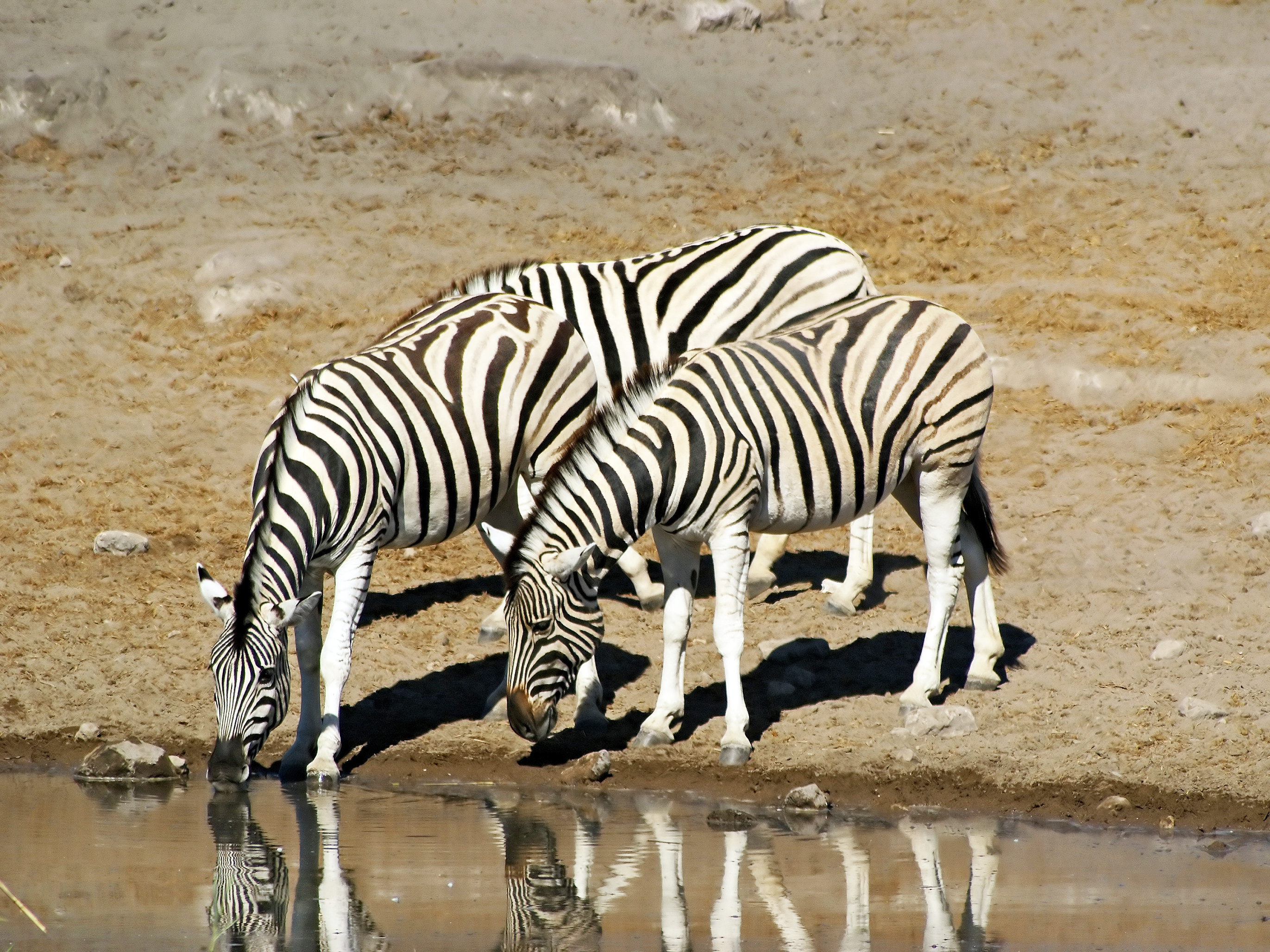
나미비아 야생동물의 한 예인 사바나얼룩말 관광의 중심이다.

관광업은 나미비아 GDP의 주요 기여국(14.5%)으로 직간접적으로 수만 개의 일자리(전체 고용의 18.2%)를 창출하고 연간 100만 명 이상의 관광객에게 서비스를 제공하고 있다. 나미비아는 아프리카에서 주요 여행지 중 하나이며 나미비아의 광범위한 야생동물을 특징으로 하는 생태관광지로 알려져 있다.
생태관광객을 수용할 수 있는 숙박시설과 보호구역이 많이 있다. 스포츠 헌팅은 또한 나미비아 경제의 크고 성장하는 요소로 2000년 전체 관광의 14%인 1,960만 달러를 차지했으며, 나미비아는 국제적인 스포츠 사냥꾼들이 찾는 수많은 종을 자랑하고 있다. 또한, 샌드보드, 스카이다이빙, 4x4ing과 같은 익스트림 스포츠가 인기를 끌었고, 많은 도시에서 투어를 제공하는 회사가 있다. 가장 많이 찾는 곳은 카프리비 스트립, 피시 리버 캐니언, 소스블레이, 스켈레톤 코스트 공원, 세리엠, 에토샤염호와 스바코프문트, 월비스베이, 뤼데리츠 해안 마을이다.

## 가계부 및 소득
2009년 3월부터 2010년 2월까지 모든 나미비아인은 평균 15,000N$(약 2,000US$)의 수입을 올렸다. 가계소득은 임금(49.1%)과 생계형 농업(23%)이 대부분을 차지했으며, 소득의 원천은 사업활동(8.1%, 농업 제외), 정부 노령연금(9.9%), 현금송금(2.9%)이 더 많았다. 상업 농업은 0.6%밖에 기여하지 못했다.
나미비아 주민은 2016년 평균 1만800달러(약 1만4000만원)의 부를 축적해 아프리카 3위에 올랐다. 그러나 개인의 부는 매우 불공평하게 분배된다. 국가의 지니 계수 0.61은 세계에서 가장 높은 수치 중 하나이다. 나미비아에는 3,300명의 백만장자가 있으며, 그 중 1,400명은 수도인 빈트후크에 살고 있다.

## 같이 보기
- 유엔 아프리카 경제 위원회